# Samurai Spirits - Apocalisse a Edo
Samurai Spirits - Apocalisse a Edo (SAMURAI SPIRITS 〜破天降魔の章〜?, Samurai Spirits: Haten gōma no shō, lett. "Samurai Spirits ~Capitolo del demone sconfitto~"), ripubblicato con il titolo Samurai Shodown - Apocalisse a Edo nell'edizione italiana in DVD, è uno special televisivo tratto dalla serie di videogiochi Samurai Shodown. Lo special è stato trasmesso su Fuji Television il 29 settembre 1994, mentre in Italia fu pubblicato direttamente in VHS nel 1996 ad opera di Yamato Video, la quale lo ha in seguito trasmesso il 3 settembre 2016 su Man-ga.

## Trama
La storia ha inizio con una guerra sanguinaria ambientata in Giappone nel periodo Sengoku. Il 15 febbraio anno 15  avviene una rivolta a Shimabara e nel pieno dello scontro, scoppia un terremoto, che suscita l'attenzione di sei potenti guerrieri che si trovano in diverse parti del mondo. Ben presto fa la sua apparizione il dio malvagio Ambrogia Uncock Shin, il quale una volta resuscitato, dà fuoco al campo di battaglia uccidendo numerosi soldati. Il samurai Haohmaru si reca sul posto per investigare e scopre che Amakusa Shirō Tokisada, suo compagno guerriero, ha tradito tutti quanti spezzando il sigillo che proteggeva Ambrogia. Shirō prova a convincere Haohmaru a passare dalla sua parte, ma questi rifiuta e decide di affrontarlo in onore della missione di guerriero delle sacre spade. Sopraggiungono anche gli altri guerrieri divini per dare una mano all'amico ma vengono tutti quanti uccisi e bruciati vivi da Shirō; i loro corpi vengono disintegrati ma le loro anime riescono a salvarsi grazie ad Hanies Reiza, il loro dio guardiano.
Cento anni dopo la rivolta di Shimabara, Haohmaru si è reincarnato e ha una vita tranquilla e spensierata come abitante di un villaggio assieme alla madre, ed anche in questa realtà si rivela essere piuttosto abile nel maneggiare la spada. Galford, Wan-Fu e Charlotte arrivano nei pressi del luogo dove vive Haohmaru e lo osservano da lontano per comprendere se sia veramente lui il loro amico morto tanti anni prima. Nel frattempo Amakusa Shirō è ancora vivo e giovane grazie ai poteri conferitigli da Uncock Shin, ed ora è a capo di un enorme esercito di soldati chiamati Yashin, i quali hanno il compito di portare la morte e la distruzione nel mondo. Il maligno signore ha al suo servizio anche Yoshimune Tokugawa, uno shōgun, a cui affida il compito di portargli delle informazioni riguardanti i guerrieri divini in cambio della pace del suo popolo. Nell'ombra, il ninja Hattori Hanzō ascolta la conversazione per poi recarsi altrove, Shirō è l'unico a notarlo ma decide di non dare l'allarme in quanto si vede molto sicuro delle proprie capacità e delle proprie ambizioni e perciò non lo ritiene una minaccia ai suoi progetti.
Così Hanzō si reca dagli alleati Kyōshirō e Jūbei per spiegargli le intenzioni dell'oscuro signore e che lo shōgun è stato sottomesso a quest'ultimo, dopodiché cominciano ad escogitare un piano per fermare Amakusa e questo prevede di trovare i sei guerrieri divini prima che lo faccia la loro nemesi. Earthquake, uno dei guerrieri più forti tra gli Yashin, si reca con un vasto esercito presso il villaggio di Haohmaru mettendolo a ferro e fuoco, uccidendo tutti gli abitanti. Quando arriva il samurai il conflitto è già iniziato e trova un suo amico scomparso da tempo, Golo, che lo attacca ma scopre che è stato ipnotizzato e cerca di salvarlo ma Earthquake lo uccide scatenando la sua rabbia; successivamente riesce a vendicarsi, sfruttando una parte del suo potere divino, il quale gli fa rinvenire alcuni frammenti del suo passato. Eliminati tutti i soldati, si reca dalla madre oramai in fin di vita, e questa le rivela che lo aveva adottato quando era ancora un neonato dopo averlo trovato abbandonato in una culla assieme alla sua spada in una foresta, facendogli capire che lui era un predestinato.
Arrivano Nakoruru (chiamata nell'edizione italiana Nakaruru), Wan-Fu, Galford, Tam Tam e Charlotte che tentano di far ricordare a Haohmaru la sua vera identità e la sua missione, ma questi fatica a credergli ed inizia ad attaccarli ma i ricordi cominciano a farsi sempre più fitti e smette di aggredirli. I cinque eroi gli spiegano chi è Amakusa e che il suo obiettivo è quello di farlo sprofondare nell'odio, facendolo diventare come lui; appreso chi fosse l'autore di quel massacro, Haohmaru perde le staffe e parte in viaggio da solo diretto verso il castello di Edo. Dopo alcune peripezie, il samurai giunge sul luogo, raggiunto poco dopo da Charlotte, ma Amakusa tende a loro un agguato mentre gli altri quattro guerrieri, giunti un po' dopo, vengono fatti prigionieri ed immobilizzati, rendendogli impossibile la fuga. Amakusa vuole minare di odio l'anima di Haohmaru per alimentare Uncock Shin, e sembra riuscirci, la situazione sembra oramai a suo favore ma Nakoruru e gli altri riuniscono le forze e spezzano la barriera che divide il castello dall'esterno permettendo a Charlotte di portare via l'amico prima che potesse diventare schiavo del male.
I due si ritrovano nei pressi del villaggio di Haohmaru, ma quest'ultimo ha perso conoscenza e si ritrova costretto a vivere uno scontro interno alla sua anima dove Amakusa cerca di portarlo dalla sua parte con ogni mezzo. Passa una settimana e non vi sono segni di miglioramento, Charlotte continua a vegliare su di lui assieme ad alcuni bambini superstiti, e la ragazza decide di fondere la sua anima con quella del ragazzo per aiutarlo ad uscire da questo incubo senza fine. Ora che i due sono vulnerabili, Gen'an, altro servo di Amakusa, si reca con un piccolo numero di uomini nei pressi della casa dove si trovano i due ma vengono fermati tempestivamente da Hanzō e dai suoi fedeli guerrieri ninja. Successivamente il samurai riprende conoscenza, riacquisisce i suoi poteri della vita precedente ed uccide facilmente Gen'an, dopodiché parte con Charlotte nuovamente verso il castello, riuscendo a liberare i loro compagni.
Lo scontro finale ha ora inizio, ma Amakusa si rivela più forte del previsto, riuscendo a tenere testa a tutti quanti; oramai con la vittoria in pugno, viene distratto dalla rivolta sottostante il suo castello, il popolo ha iniziato a combattere contro gli Yashin aiutati da Hanzō e dai suoi uomini, e questo permette a Haohmaru di infliggergli il colpo di grazia. I due si teletrasportano all'interno delle mura del castello, e Shirō si redime in punto di morte, riprendendo poco prima il suo vero carattere, rivelandosi dispiaciuto di aver causato tutto quel male, gli altri arrivano ma il loro amico è già deceduto. Sembra tornata la pace, ma è solo un'apparenza, in quanto Uncock Shin prende l'anima di Amakusa e si materializza dinanzi ai guerrieri per ucciderli, questi provano a fermarlo ma Wan-Fu ricorda che è impossibile sigillare il dio senza il settimo guerriero, così dinanzi a Haohmaru appare il fantasma di Amakusa che gli conferisce la sua spada sacra, dove risiedono il suo spirito e la sua anima, così sferra un ultimo potente colpo e riesce finalmente ad eliminare una volta per tutte la minaccia. I guerrieri divini hanno vinto ed il popolo è riuscito a sopprimere i soldati nemici, così la scena si sposta con Yoshimune che chiede a Hanzō cosa sia meglio fare, e questi gli dice di ricostruire tutto ciò che è stato distrutto, ricordandogli di non disperarsi in quanto quello che era accaduto in quel luogo poteva accadere anche altrove.

## Distribuzione
Lo special è stato trasmesso in Giappone su Fuji Television il 29 settembre 1994.
In Italia è stato distribuito da Yamato Video nel 1996 direttamente in VHS. Il 10 luglio 2012 fu ripubblicato dallo stesso editore in versione DVD, con il titolo Samurai Shodown - Apocalisse a Edo e come extra l'OAV The Art of Fighting: L'occhio di Sirio, quest'ultimo tratto dalla serie videoludica Art of Fighting sempre sviluppata da SNK. Il 9 ottobre 2013 è stato caricato sul canale ufficiale YouTube. Il 3 settembre 2016 è stato trasmesso per la prima volta in televisione su Man-ga.

## Doppiaggio
Il doppiaggio italiano è stato effettuato presso lo studio S.E.D.E. di Milano sotto la direzione di Rossana Bassani e i dialoghi di Marinella Armagni.
Nei titoli di coda dell'edizione italiana alcuni personaggi vengono accreditati a dei doppiatori errati, questi sono: Tam Tam il quale viene attribuito a Giovanni Battezzato anziché a Claudio Moneta, Hattori Hanzō a Pietro Ubaldi invece di Gianfranco Gamba, Gen'an a Paolo Sesana al posto di Aldo Stella ed infine Chiyo a Stefania Patruno anziché a Dania Cericola.
| Personaggio                  | Doppiatore originale | Doppiatore italiano       |
| ---------------------------- | -------------------- | ------------------------- |
| Haohmaru                     | Shingo Katori        | Gianluca Iacono           |
| Charlotte Christine de Colde | Sakiko Tamagawa      | Alessandra Karpoff        |
| Nakoruru                     | Reiko Chiba          | Emanuela Pacotto          |
| Wan-Fu                       | Tesshō Genda         | Maurizio Scattorin        |
| Galford D. Weller            | Wataru Takagi        | Nicola Bartolini Carrassi |
| Tam Tam                      | Takehito Koyasu      | Claudio Moneta            |
| Yagyū Jūbei                  | Takeo Chii           | Marco Balzarotti          |
| Senryō Kyōshirō              | Yūji Mitsuya         | Claudio Moneta            |
| Hattori Hanzō                | Takeshi Aono         | Gianfranco Gamba          |
| Gen'an Shiranui              | Kōichi Kitamura      | Aldo Stella               |
| Earthquake                   | Shigezō Sasaoka      | Stefano Albertini         |
| Amakusa Shirō Tokisada       | Yuu Daiki            | Luigi Rosa                |
| Chiyo, madre di Haohmaru     | Megumi Terase        | Dania Cericola            |

## Colonna sonora
Sigla di chiusura
- Daisuki to iu uso o tsuita ("大好き"という嘘をついた? lett. "Ho detto "ti amo"") cantata da GWINKO

## Accoglienza
La rivista EGM2 lo definì un'"anime ridicolmente esagerato", facendo notare che "la storia è credibile come alcune delle mosse più ridicole tirate fuori dai personaggi". Davide Landi di MangaForever lo ha classificato come il quarto migliore anime basato su videogiochi picchiaduro.

## Seguito
Tra il 25 giugno ed il 30 settembre 1999 fu pubblicata una miniserie OAV composta da due episodi, intitolata Samurai Spirits 2: Asura Zanmaden, la quale funge da sequel alla vicende di questo special. La serie, a differenza dello special, non è mai giunta in Italia.